# Bistum Ferns
Das Bistum Ferns (lateinisch Dioecesis Fernensis, irisch Deoise Fhearna, englisch Diocese of Ferns) ist ein Bistum der Römisch-katholischen Kirche in Irland mit Sitz in Wexford. Die Hauptkirche des Bistums, die Sankt-Aidan-Kathedrale befindet sich allerdings in Enniscorthy, etwa 25 km nördlich von Wexford.
Das im 7. Jahrhundert von Aidán gegründete und im Jahre 1111 von der Synode von Rathbreasail bestätigte Bistum Ferns deckt den größten Teil des County Wexford und Teile von County Carlow und County Wicklow ab. Es ist dem Erzbistum Dublin als Suffraganbistum unterstellt.